# 任剑峥
任剑铮（1974年9月—），籍贯云南文山，汉族，中华人民共和国政治人物、第十二届全国人民代表大会云南地区代表。毕业于云南财贸学院商业经济系市场营销专业，现任云南省工商业联合会副主席、昆明七彩云南翡翠（国际）珠宝有限公司董事长。2013年3月当选全国人大代表。